# Dior (пісня Pop Smoke)
«Dior» — пісня в жанрі дрил американського репера Pop Smoke. Спочатку вона вийшла у складі його дебютного мікстейпу Meet the Woo. 11 лютого 2020 року пісня прозвучала на радіо як третій та останній сингл з мікстейпу. «Dior» написав сам Pop Smoke разом з музичним продюсером 808Melo. Після вбивства Pop Smoke, «Dior» стала його першою сольною піснею, що потрапила в чарт Billboard Hot 100.

## Випуск
Спочатку пісня вийшла як шостий трек з дебютного мікстейпу Pop Smoke Meet the Woo на лейблах Victor Victor Worldwide і Republic Records. 11 лютого 2020 року її відправилина радіо Rhythmic contemporary як третій та останній сингл з мікстейпу. Згодом її також додали як бонусні треки на його другий мікстейп Meet the Woo 2 (2020) і посмертний дебютний студійний альбом Shoot for the Stars, Aim for the Moon. Ремікс за участю Gunna увійшов до складу Deluxe видання Meet The Woo 2, який вийшов 12 лютого 2020 року. Також пісню було додано до перевидання Deluxe версії другого посмертного альбому Pop Smoke Faith.

## Спадщина
Хоча пісня не про жорстокість поліції чи расизм, вона стала гімном, який використовується під час протестів через вбивство Джорджа Флойда, як символ опору.
Пісня «Dior» звучить у грі NBA 2K21.

## Чарти

### Тижневі чарти
| Чарт (2020)                               | Найвища позиція |
| ----------------------------------------- | --------------- |
| Австралія (ARIA)                          | 48              |
| Австрія (Ö3 Austria Top 75)               | 61              |
| Бельгія (Ultratip Flanders)               | 20              |
| Бельгія (Ultratip Wallonia)               | 30              |
| Канада (Canadian Hot 100)                 | 28              |
| Данія (Tracklisten)                       | 39              |
| Франція (SNEP)                            | 59              |
| Німеччина (Official German Charts)        | 59              |
| Греція (IFPI)                             | 9               |
| Ірландія (IRMA)                           | 26              |
| Нідерланди (Mega Single Top 100)          | 64              |
| Нова Зеландія (RMNZ)                      | 38              |
| Португалія (AFP)                          | 57              |
| Швеція (Sverigetopplistan Heatseeker)     | 4               |
| Швейцарія (Media Control AG)              | 42              |
| Велика Британія (Official Charts Company) | 33              |
| США (Billboard Hot 100)                   | 22              |
| США (Hot R&B/Hip-Hop Songs) (Billboard)   | 12              |
| США (Rhythmic) (Billboard)                | 28              |
| США Rolling Stone Top 100                 | 12              |

### Річні підсумкові чарти
| Чарт (2020)                           | Позиція |
| ------------------------------------- | ------- |
| Канада (Canadian Hot 100)             | 76      |
| Данія (Tracklisten)                   | 90      |
| Франція (SNEP)                        | 84      |
| Швейцарія (Schweizer Hitparade)       | 74      |
| Велика Британія (OCC Singles)         | 86      |
| США Billboard Hot 100                 | 83      |
| США (Billboard Hot R&B/Hip-Hop Songs) | 39      |

## Сертифіікації
| Регіон | Сертифікація  | Продажі   |
| --- | ------------- | --------- |
| Австралія (ARIA) | Платиновий    | 70 000    |
| Данія (IFPI Denmark)                                                                                                   | Платиновий    | 90 000    |
| Франція (SNEP) | Діамантовий   | 333 333   |
| Німеччина (BVMI) | Золотий       | 200 000   |
| Італія (FIMI) | Платиновий    | 70 000    |
| Нова Зеландія (RIANZ)                                                                                                  | Золотий       | 15 000    |
| Польща (ZPAV) | Платиновий    | 50 000    |
| Португалія (AFP) | Платиновий    | 10 000    |
| Велика Британія (BPI)                                                                                                  | Платиновий    | 600 000   |
| США (RIAA) | 3× Платиновий | 3 000 000 |
| Греція (IFPI Greece)                                                                                                   | 3× Платиновий | 6 000 000 |
| Швеція (IFPI Sweden)                                                                                                   | Платиновий    | 8 000 000 |
| продажі+прослуховування, що базуються лише на сертифікаціях · лише прослуховування, що базуються лише на сертифікаціях |               |           |